# Греков Леонід Дмитрович
Леоні́д Дми́трович Греков — доктор технічних наук (2006), лауреат Державної премії України в галузі науки і техніки (2005).

## З життєпису
Станом на 2017 рік — керівник Державного науково-виробничого центру аерокосмічної інформації, дистанційного зондування Землі та моніторингу навколишнього середовища «Природа».
Лауреат Державної премії України в галузі науки і техніки (2005) — за цикл наукових праць «Розв'язання проблем раціонального природокористування методами аерокосмічного зондування Землі та моделювання геодинамічних процесів», співавтори Довгий Станіслав Олексійович, Коротаєв Геннадій Костянтинович, Мотижев Сергій Володимирович, Паталаха Євген Іванович, Попов Михайло Олексійович, Рокитянський Ігор Іванович, Сахацький Олексій Ілліч, Трофимчук Олександр Миколайович, Федоровський Олександр Дмитрович.
Серед робіт —
- «Застосування методів та моделей нечіткої логіки для моделювання економічних процесів», співавтори М. С. Мазорчук, К. А. Симонова, 2006
- «Методологія створення розподілених ієрархічних систем управління на основі компонентного підходу», О. Е. Федорович, 2007
- «Методологічні основи створення георозподілених виробничих систем», 2006
- «Контроль площ та стану озимих культур за допомогою знімків MODIS/TERRA та SPOT XI (на прикладі Київської області)», співавтори В. І. Лялько, О. І. Сахацький, Галина Михайлівна Жолобак,, 2012.
- «Інформаційні технології», 2007.